# 夜捷列车

Nightjet的標誌

Nightjet 是奧地利聯邦鐵路 (ÖBB) 為其夜行列車訂立的品牌名稱，在2016年12月創立，在德鐵於11月6日宣佈停辦夜行列車後代替部分城市夜線列車。
Nightjet在奧地利、德國、意大利及瑞士皆有服務，亦有由其他鐵路公司以「Nightjet伙伴」的名義提供前往克羅地亞、匈牙利、波蘭、捷克、斯洛伐克及斯洛文尼亞的服務。
Nightjet列車皆有軟臥車（德語：Schlafwagen，是Nightjet最高等級的車廂）、硬臥車（德語：Liegewagen）、以及座車（德語：Sitzwagen）。部分路線可以人車同行。部分路線的車廂有自行車架供停泊單車用，但如果要攜帶自行車乘搭其他路線，必須先用袋蓋住自行車。
環保團體對奧鐵擴展其夜行列車網絡表示歡迎，因為夜行列車是其中一種在歐洲長途移動中最環保的方式之一。奧鐵亦聲稱Nightjet的乘客人數不斷增長，而且有計劃購置新車廂及翻新現有車廂。2017年，NightJet列車已接載約140萬名乘客，至2018更高達160萬。Nightjet以42節從德鐵接收、於不同年份製造的車廂運營。 
2020年，奧地利鐵路宣布訂購33列7節編組新世代nightjet車廂，另加27列9節編組新世代railjet車廂訂單，新列車內裝設計由英國普睿谷（PriestmanGoode）設計，德國西門子承造。

## 服務

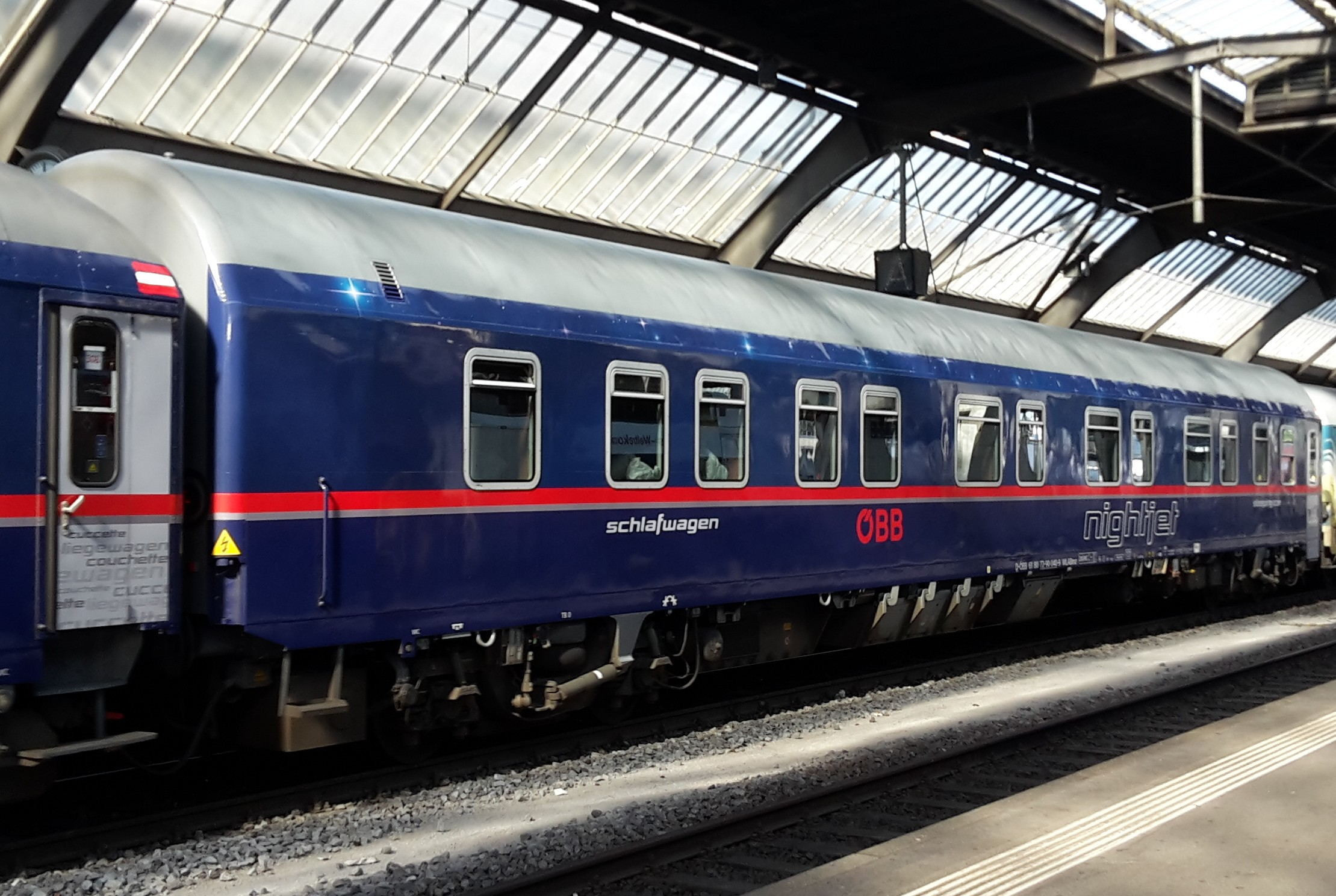
在苏黎世火车总站的軟臥車

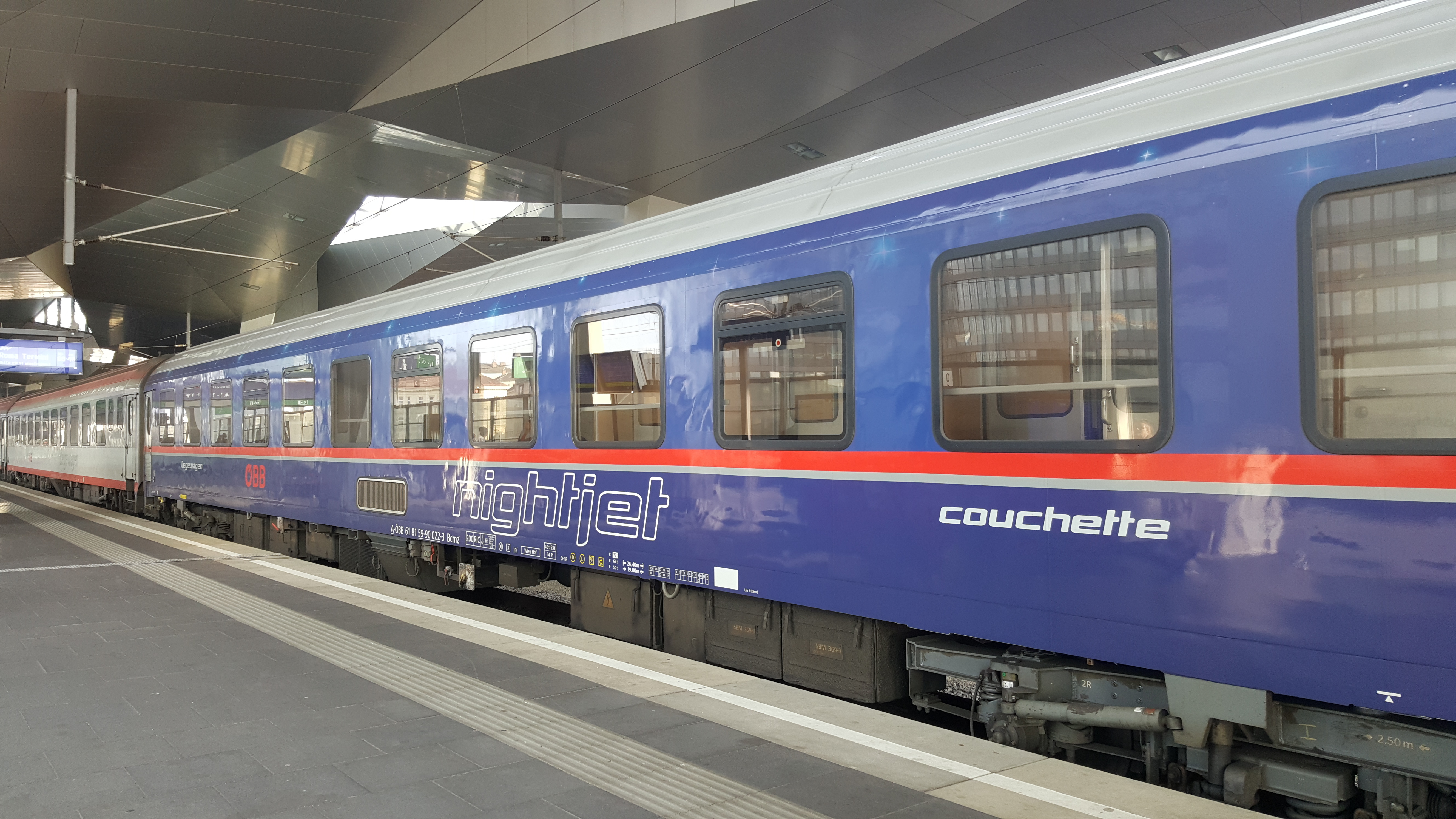
在維也納火車總站的硬臥車

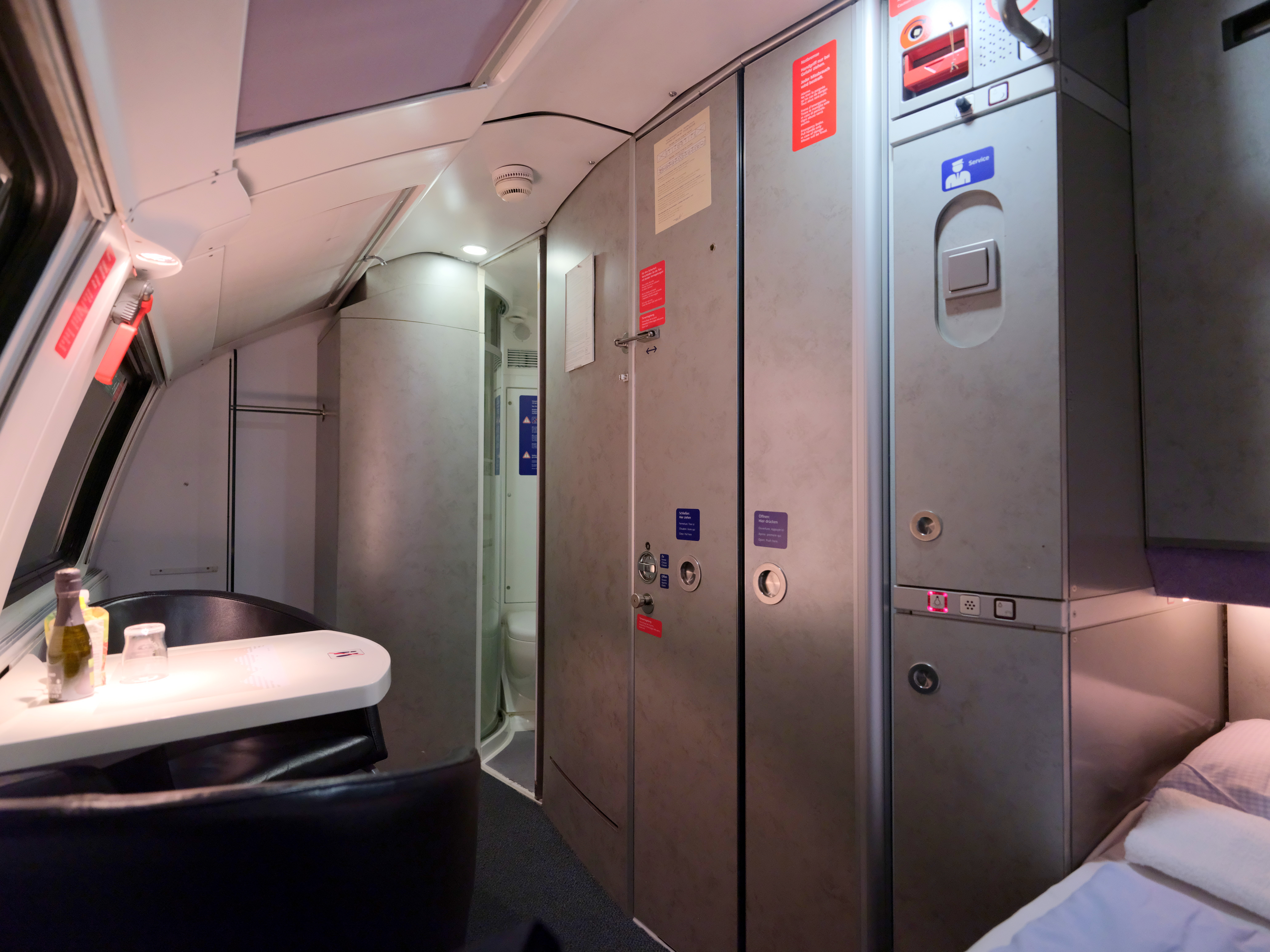
有浴室和廁所的單/雙人間

| 列車編號       | 運營者              | 路線                                                    |
| -------------- | ------------------- | ------------------------------------------------------- |
| EN 246/247     | ÖBB                 | 維也納 - 林茨 - 因斯布鲁克 - 费尔德基希 - 布雷根茨      |
| EN 414/40465   | ÖBB                 | 菲拉赫 - 巴德加施泰因 - 因斯布鲁克 - 费尔德基希         |
| EN 466/467     | ÖBB                 | 維也納 - 林茨 - 萨尔茨堡 - 因斯布鲁克 - 蘇黎世          |
| EN 464/465     | ÖBB                 | 格拉茨 - 莱奥本 - 因斯布鲁克 - 费尔德基希 - 蘇黎世      |
| EN 414/40465   | HŽ (Nightjet伙伴)   | 萨格勒布 – 卢布尔雅那 – 菲拉赫 – 费尔德基希 – 蘇黎世    |
| EN 471/470     | ÖBB                 | 漢堡 - 柏林 - 法蘭克福 - 弗赖堡 - 巴塞尔 - 蘇黎世       |
| EN 490/491     | ÖBB                 | 維也納 - 林茨 - 紐倫堡 - 漢諾威 - 漢堡                  |
| EN 40490/40421 | ÖBB                 | 維也納 - 林茨 - 紐倫堡 - 法蘭克福 - 科隆 - 杜塞尔多夫   |
| EN 420/421     | ÖBB                 | 因斯布鲁克 - 慕尼黑 - 法蘭克福 - 科隆 - 杜塞尔多夫      |
| EN 424/245     | ÖBB                 | 因斯布鲁克 - 慕尼黑 - 紐倫堡 - 科隆 - 布魯塞爾          |
| EN 40420/40491 | ÖBB                 | 因斯布鲁克 - 慕尼黑 - 紐倫堡 - 漢諾威 - 漢堡            |
| EN 40406/40477 | MÁV (Nightjet伙伴)  | 維也納 – 德累斯顿 – 柏林                                |
| EN 462/463     | MÁV (Nightjet伙伴)  | 布達佩斯 – 維也納 – 林茨 – 萨尔茨堡 - 慕尼黑            |
| EN 40233/40294 | ÖBB                 | 維也納 - 菲拉赫 - 博洛尼亞 - 佛羅倫斯 - 羅馬            |
| EN 233/235     | ÖBB                 | 維也納 - 菲拉赫 - 维罗纳 - 米蘭                         |
| EN 237/236     | ÖBB                 | 維也納 - 林茨 - 萨尔茨堡 - 菲拉赫 - 乌迪内 - 威尼斯     |
| EN 1237/1234   | ÖBB                 | 維也納 - 菲拉赫 - 博洛尼亞 - 佛羅倫斯 - 比薩 - 里窝那   |
| EN 295/294     | ÖBB                 | 慕尼黑 - 萨尔茨堡 - 菲拉赫 - 博洛尼亞 - 佛羅倫斯 - 羅馬 |
| EN 40295/40235 | ÖBB                 | 慕尼黑 - 萨尔茨堡 - 菲拉赫 - 维罗纳 - 米蘭              |
| EN 40463/40236 | ÖBB                 | 慕尼黑 - 萨尔茨堡 - 菲拉赫 - 乌迪内 - 威尼斯            |
| EN 50463/498   | HŽ (Nightjet伙伴)   | 慕尼黑 – 卢布尔雅那 – 萨格勒布                          |
| EN 60463/480   | HŽ (Nightjet伙伴)   | 慕尼黑 – 奥帕蒂亚 – 里耶卡                              |
| EN 406/407     | PKP (Nightjet伙伴)  | 維也納 – 俄斯特拉发 – 卡托维兹 – 華沙                   |
| EN 50406/50402 | PKP (Nightjet伙伴)  | 維也納 – 俄斯特拉发 – 克拉科夫                          |
| EN 60406/60444 | ŽSSK (Nightjet伙伴) | 維也納 – 波普拉德 – 科希策                              |
| EN 50467/50466 | ČD (Nightjet伙伴)   | 蘇黎世 – 费尔德基希 – 林茨 - 捷克布杰约维采 - 布拉格    |

## 列车编组

### 編成表（新世代，7節編組）
|          | Nightjet II ←米蘭、羅馬、波隆那、蘇黎世、慕尼黑、法蘭克福、漢堡、阿姆斯特丹、巴黎、布魯塞爾方向維也納、柏林、杜賽道夫、布拉格、布達佩斯方向→ |                                      |                                      |                                            |                                            |                                            |                                      |                                 |
| 車廂編號 | / | 1                                    | 2                                    | 3                                          | 4                                          | 5                                          | 6                                    | 7                               |
| 型式     | Rh 1293 & ELOC/DB/SBB 193（Vectron MS） | WLAMz 7091.1xx （Ts）                | WLAMz 7091.2xx （Ts）                | Bcmz 5291.3xx （T）                        | Bcmz 5291.4xx （T）                        | Bcmz 5291.5xx （T）                        | ABbmpvz 3891.6xx （Ts）              | Bfmpz 8091.7xx （Tc）           |
| 安裝機器 | CP、VVVF、Rc、SIV、Mtr、VCB |                                      |                                      |                                            |                                            |                                            |                                      | CP                              |
| 車廂等級 | / | 軟臥車 （Sleeping car）              | 軟臥車 （Sleeping car）              | 硬臥車 （Couchette）                       | 硬臥車 （Couchette）                       | 硬臥車 （Couchette）                       | 座席車+無障礙軟臥合造車 （Seat Car） | 座席車（Seat Car） （帶駕駛艙） |
| 載客量   | / | 床位2（特選雙人客房）+18（雙人客房） | 床位2（特選雙人客房）+18（雙人客房） | 床位12（四人臥鋪包廂） +28（單人膠囊睡鋪） | 床位12（四人臥鋪包廂） +28（單人膠囊睡鋪） | 床位12（四人臥鋪包廂） +28（單人膠囊睡鋪） | 座位26（一般席）+4（無障礙客房）     | 座位70                          |

## 外部鏈結
维基共享资源上的相關多媒體資源：夜捷列车
- 官方網站 （页面存档备份，存于）（德文）（英文）

1. ↑  图定由奥地利1293型电力机车牵引。
2. ↑  Elektronikus Vonatmegállító (EVM)，参见Elektronikus Vonatmegállító（匈牙利语：Elektronikus Vonatmegállító） （匈牙利语）